# 杜尚·马特科维奇
杜尚·马特科维奇（羅馬化：Dušan Matković，1999年2月1日—），黑山男子水球运动员。他曾代表黑山国家队参加2020年夏季奥林匹克运动会水球比赛，结果队伍获得第八名。